# جایگاه چشمگیر (فیلم ۱۹۹۱)
جایگاه چشمگیر (انگلیسی: Center Stage) که با نام هنرپیشه زن هم شناخته می‌شود، یک فیلم درام زندگی‌نامه‌ای است که در سال ۱۹۹۱ منتشر شد. از بازیگران آن می‌توان به مگی چانگ، کارینا لاو، و سیسیلیا ییپ اشاره کرد.
مگی چانگ بابت ایفای نقش روان لینگیو بازیگر برجسته و نامدار سینمای صامت چین، برندهٔ جایزهٔ خرس نقره‌ای برای بهترین بازیگر زن در جشنواره بین‌المللی فیلم برلین ۱۹۹۲ شد. فیلم همچنین در بیست و هشتمین دورهٔ جوایز و جشنواره فیلم اسب طلایی برندهٔ بهترین فیلم‌برداری و بهترین بازیگر زن شد.